# Pinatubo
Pinatubo sau Mount Pinatubo este un vulcan activ de pe insulele Filipine, mai precis în regiunea centrală a insulei Luzon. Aflat la cca 90 km NV de Manila.  Azi vulcanul are o înălțime de 1486 m, iar înainte de erupția din 1991 vulcanul măsura 1745 m înălțime.
Așezarea vulcanului fiind la 93 km de Manila și 26 km de Angeles, se găsește la granița dintre provinciile Zambales, Bataan și Pampanga. Până în anul 1991 vulcanul era considerat un vulcan stins. Când spaniolii în anul 1565 cuceresc insula, insularii se refugiază pe vulcan care era pe atunci împădurit. Ultima erupție a vulcanului a avut loc la 12 iunie 1991 după o perioadă de liniște care a durat 611 ani, erupția din 1991 a fost cea mai puternică erupție vulcanică din secolul XX. Mulțumită unei prognoze făcută din timp, au fost evacuați zeci de mii de locuitori  din regiune. Cu toate aceste măsuri au murit din cauza erupției 875 de oameni, regiunea fiind inundată cu scurgeri de piroclaste, gaze fierbinți, lavă și cenușă vulcanică. Urmările erupției au fost observate la distanțe enorme de vulcan, aerosolii ajungând în stratosferă, lucru care nu s-a mai întâmplat de la erupția vulcanului Krakatau din anul 1883.
O altă urmare a erupței a fost formarea unei ceți cu conținut în acid sulfuric, scăderea temperaturii în medie cu 0,5 °C și reducerea stratului de ozon atmosferic.

## Vulcanul și regiunea înconjurătoare
Pinatubo face parte dintr-un lanț de vulcani, care se întinde de la capătul vestic al insulei Luzon.
 Regiunea vulcanului este o regiune de subducție care s-a format prin scufundarea plăcii euroasiatice sub placa filipinelor în lungul faliei sau crăpăturii Manila, unde s-a creat posibilitatea alimentării cu magmă din profunzime. Denumirea „Pinatubo” provine din limba samabal și tagalog (limbi ce provin din Indonezia) și înseamnă „a lăsa să crească” denumire care este asociată cu erupția din anii 1500 când s-a putut observa creșterea vulcanului, sau o altă variantă a denumirii ar fi cultivarea de cereale pe solul roditor din preajma vulcanului. Inainte de erupția din 1991 Pinatubo era considerat un vulcan stins de vulcanologi, fiind necunoscut ca vulcan de locuitorii din regiune.

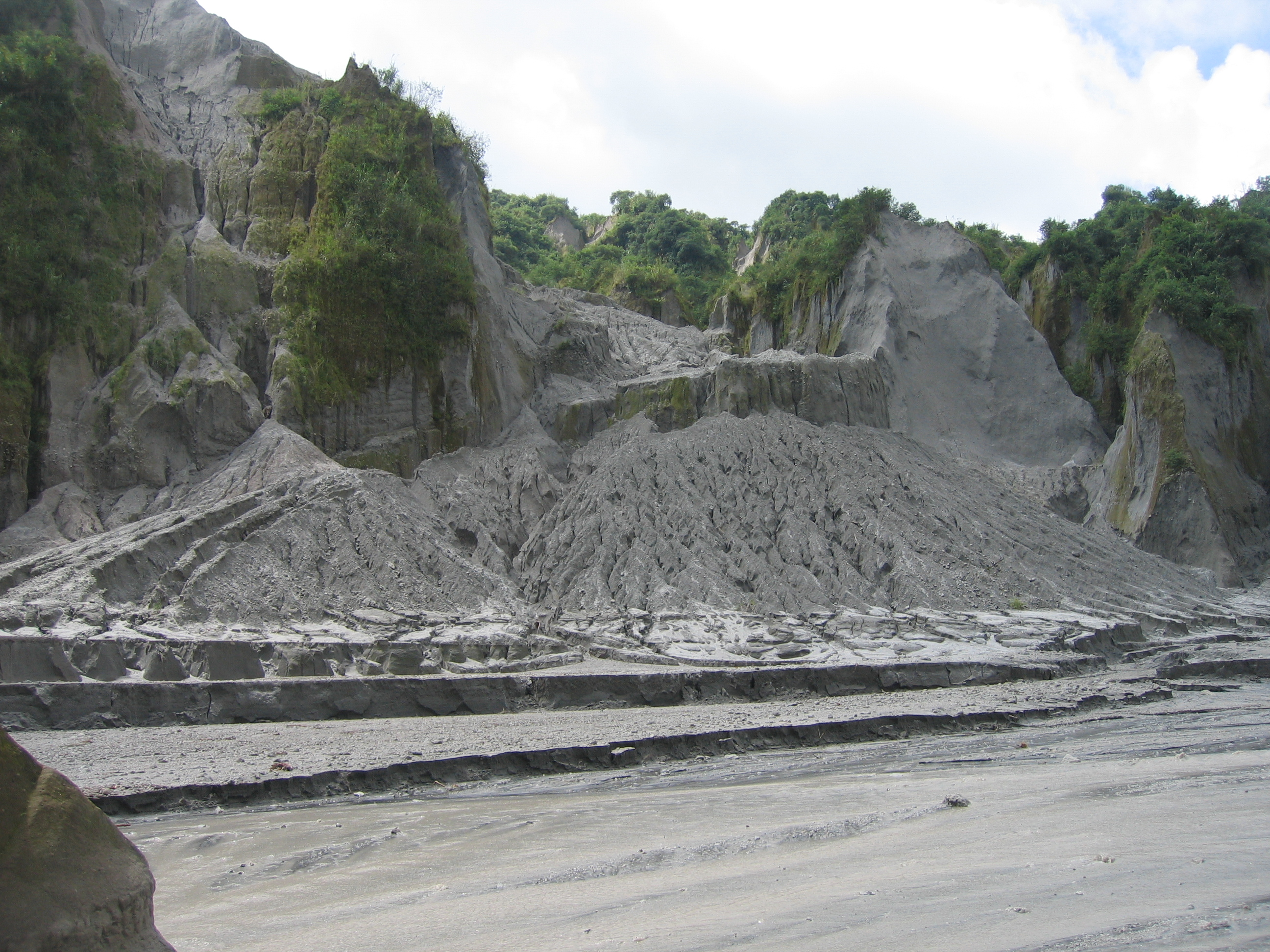
Lahar, piroclaste și cenușă provenite de la erupție, care ating 200 de m înălțime treptat sunt acoperite de vegetație, lucru favorizat de ploile abundente aduse de muson

Vârful său atingea înainte de erupția din 1991 o înălțime de 1745 m, dar din cauza altitudinii ridicate a regiunii, se ridica numai cu 600 de deasupra podișului înconjurător, și depășea numai cu 200 de m vârfurile înconjurătoare, de care era ascuns. Locuitorii băștinași „aeta” (sau „negrito”) au trăit mai multe secole la poalele și pe versanții vulcanului, unde s-au refugiat din fața coloniștilor spanioli. Ocupația lor principală fiind vânătul și culesul de fructe și plante sălbatice care le asigurau și o mobilitate, prin care se explică faptul că au reușit să supraviețuiască. Pe versanții vulcanului înainte de erupția (1991) care este considerată ca o catastrofă naturală istorică, au trăit în sate răspândite cca. 30 000 de locuitori. Jungla deasă favorizată de ploile abundente (precipitații cu ca. 4000 mm/an) aduse de muson, acoperea o mare parte a versanților vulcanului, acest desiș era favorabil vânatului, zonele defrișate aveau un sol vulcanic deosebit de roditor favorabil agriculturii. Astfel în regiunea înconjurătoare pe o rază de 40 de km trăia o jumătate de milion de oameni, cu localitățile  mai importantă „Angeles” (150 000 loc.) și „Clark Air Base” (20 000 loc.).
Mai multe râuri importante izvoresc din regiunea vulcanului ca de exemplu  Bucao, Santo Tomas, Maloma, Tanguay și Kileng. Inainte de erupție (1991) aceste răuri au reprezentat un ecosistem important, însă erupția amintită a închis unele văi cu piroclaste, astfel în prezent unele râuri sunt blocate prin sedimente formându-se „lahare”, unele studii au ajuns la concluzia că regiunea are nevoie de cel puțin 15 ani ca să se poată reface.

## Geologie
Despre vulcan nu s-au găsit izvoare istorice scrise, date din trecut s-au aflat numai de la locuitorii mai în vârstă aeta care povestesc cele auzite de la părinți și anume că în ținutul a fost o regiune geotermală (cu izvoare fierbinți) având loc uneori explozii mai mici. Din punct de vedere geologic vulcanul este mai bine cercetat după erupția din 1991.

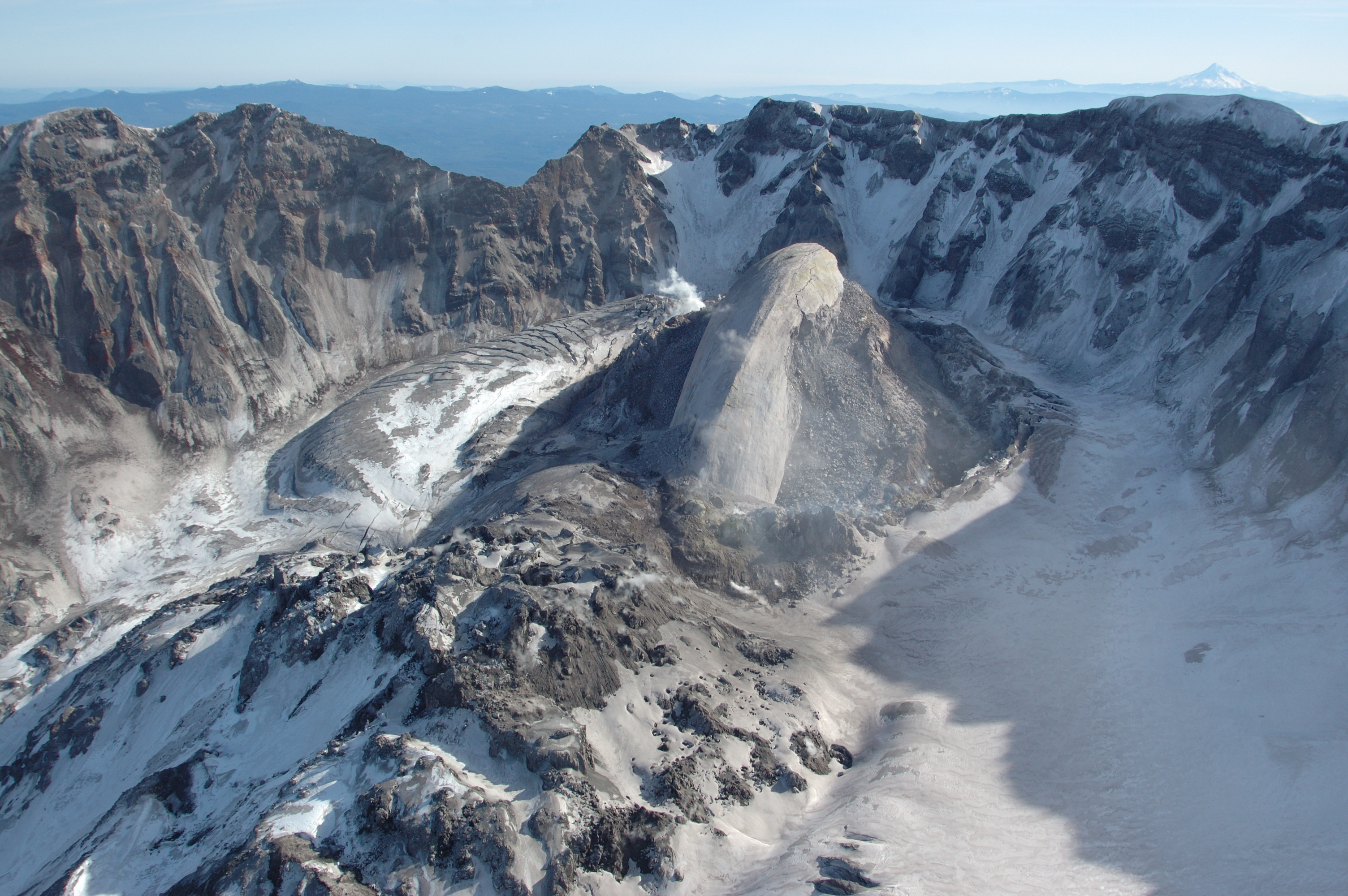
Noul lavadom format în craterul lui Mount St. Helen. SUA Foto din 22 februarie 2005

### Vulcanul vechi
Regiunea stâncoasă este de natură vulcanică, fiind resturile vulcanului vechi Pinatubo, care avea aceași așezare ca vulcanul nou. Activitatea vulcanului vechi este apreciată că a început în urmă cu 1,1 miloane de ani, înălțimea craterului atingând 2300 de m, date care s-au obținut din profilul versanților vechi. Aproape toți munții din regiune sunt rezultați din lavadomurile formate prin activitatea, sau din resturile vulcanului vechi, datorită rocilor dure unele au rezistat acțiunilor de eroziune.

### Vulcanul nou
Vulcanul ia naștere prin erupția cea mai puternică din istoria vulcanului, grămezile de piroclaste aruncate de vulcan în toate direcțiile ating 200 de m înălțime. Cantitatea totală de material vulcanic produsă prin erupție, însumează 25 de km³. Această cantitate mare a determinat formarea golului mare din crater.

## Erupția din 1991

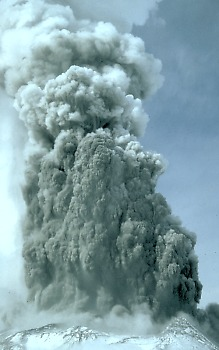
O explozie freatică la vulcanul Mount St. Helens in statul federal Washington.SUA

La data de 16 iulie 1990 s-a produs pe insula Luzon un cutremur cu o intensitate de 7,8 grade pe scara Richter. Cutremurul a avut epicentrul la 100 km distanță în nordul vulcanului. Vulcanologii sunt de părere că acest cutremur ar fi cauzat erupția ulterioară din 1991, lucru care azi este controversat.
 După cutremur la 2 săptămâni a început vulcanul să fumege (fenomen produs prin sublimarea gazelor fierbinți). Oamenii de știință care au examinat vulcanul consideră cauza fenomenului o alunecare mică de teren, fără nici o legătură cu intensificarea activității vulcanice.

La data de 15 martie 1991 localnicii sesizează în zona de nord vest a vulcanului un cutremur de intensitate mică, care crește în perioada săptămânilor următoare, care creează certitudinea unei activități vulcanice.
La data de 2 aprilie se produce erupția, la început o explozie freatică cauzată de contactul magmei fierbinți cu pânza de apă freatică care apare sub formă de vapori fierbinți de apă, formându-se în apropierea piscului o crăpătură lungă de 1,5 km. In următoarele două săptămâni, au loc erupții mai mici de cenușă vulcanică, seismografele înregistrând sute de cutremure. Prin metoda carbonului radioactiv, au fost găsite resturi de lemn carbonizat provenit de la erupțiile vechi care au avut loc cu 5 500, 3 500 și 500 de ani în urmă. Hărțile geologice indică de asemenea straturile de lahar rezultate din activitatea vulcanică de odinioară. Activitatea vulcanului în lunile aprilie și mai se intensifică, măsurătorile indică creșterea bioxidului de sulf ce atinge o cantitate de 500 de tone, această emanație de SO2 scade apoi brusc, vulcanologii presupun că este blocată calea magmei spre suprafață, ceea ce creează pericolul de explozie. La data de 3 iunie are loc erupția de magmă precedată de o explozie puternică cu o coloană de 7 km înălțime de cenușă la data de 7 iunie 1991, Institutul de vulcanologie și seismologie de pe insulele Filipine au prognosticat explozia principală peste două săptămâni.

## Evacuarea populației
Apropierea unei explozii mari era evidentă, prin observațiile făcute US Geological Survey care colabora cu institutul geologic local. O alarmă falsă ar fi dus la discreditarea în rândul populației a unor alarme ulterioare. Vulcanologii fiind astfel puși într-o situație delicată, precizarea exactă a timpului exploziei fiind deosebit de importantă în fața unei mulțimii care aștepta cu încordare știrile.
Au fost definite trei zone de evacuare a populației, zona cea mai internă avea o rază de 10 km împrejurul vulcanului, zona doua de 20 km, iar a treia zonă între 20 și de 40 km. In prima și a doua zonă trăiau ca. 40 000 de locuitori, în timp ce în zona a treia un număr de 331 000 de oameni. Au fost stabilite 5 grade de alarmă, gradul 1 în cazul unei activități sismice reduse, iar gradul 5 era în timpul erupției principale. Au fost zilnic date stări de alarmă, fiind anunțată numai populația din zona afectată, anunțurile se făceau prin presă, radio și televiziune ca și prin alte organizații neguvernamentale. Mulți dintre locuitorii aeta care trăiau pe versanții lui Pinatubo au părăsit benevol satele lor la primele explozii din aprilie. Acești localnici s-au adunat într-un sat situat la 12 km de vulcan, iar când exploziile se intensifică se retrag mai departe, unii din aeta sau mutat de nouă ori în două luni. 
Primele evacuări oficiale au început din prima zonă la data de 7 aprilie, urmat de zona doua la 7 iunie alarma fiind de gradul 4. La data de 14 iunie a fost dat alarma de gradul 5, fiind evacuată și zona a treia. Inainte de 15 iunie au părăsit regiunea un număr de 60 000 de oameni de pe un teritoriu cu raza de 30 de km. Cei mai mulți au primit adăpost pentru un scurt timp în Manila și Quezon City, 30 000 de exemplu au locuit în corturi pe stadionul Amoranto din Quezon City.

## Erupțiile vulcanului

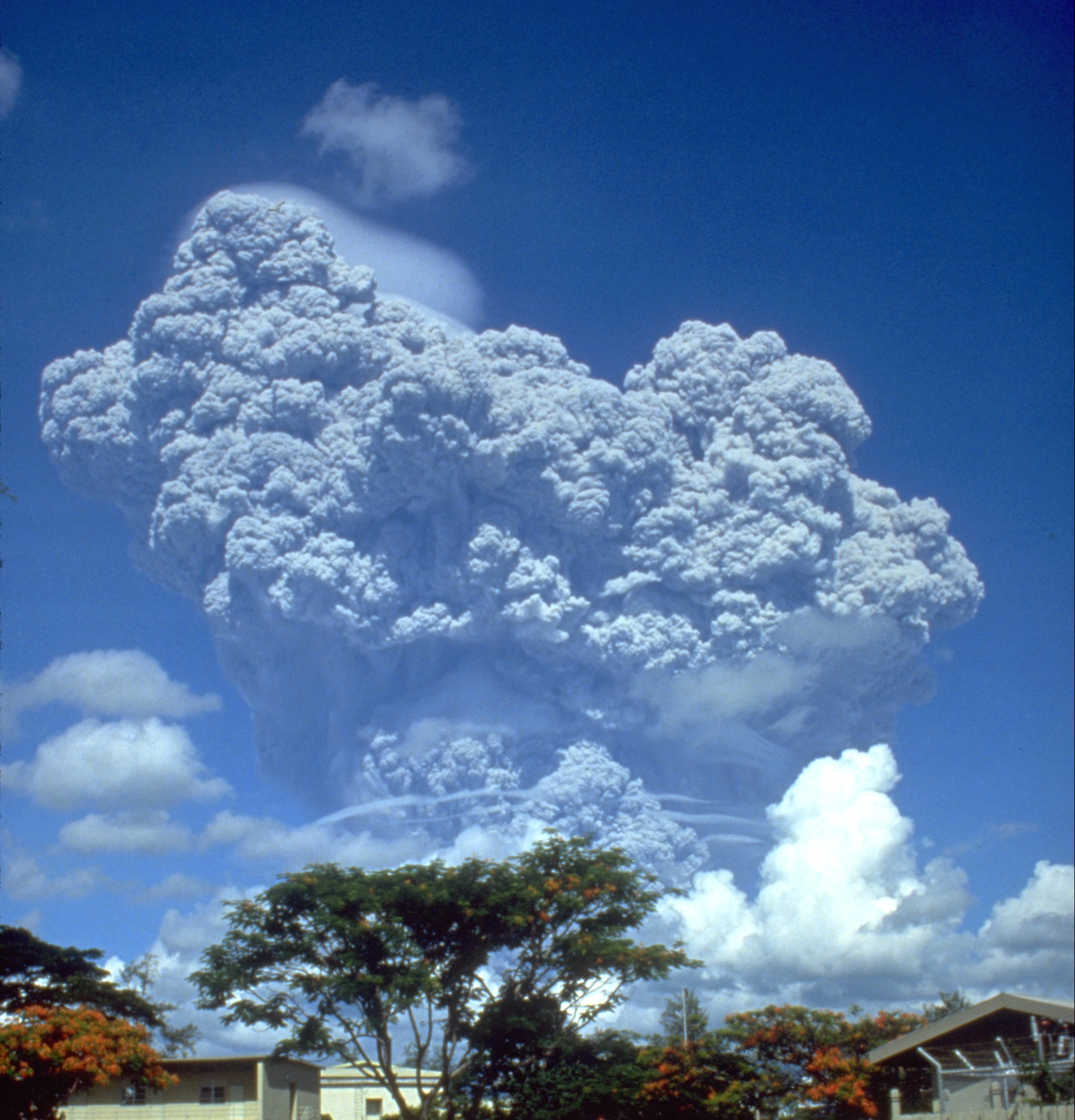
Erupția lui Pinatubo la 12. Juni 1991, văzut de la Clark Air Base, ca. 40 km est de vulcan.

Până la începutul lui iunie au fost făcute măsurători clinometrice (a unghiului de înclinare al terenului) pentru a stabili dacă vulcanul se umflă. Ceea ce a dus la concluzia clară că magma se acumulează sub presiune în interiorul vulcanului. In același timp se făceau măsurători seismice la 5 km distanță nord-vest de vârf. La data de 7 iunie a avut loc prima eruție de lavă în formă de lavadom, care va crește în 5 zile atingând un diametru de 200 de m și înălțimea de 40 de m. O mică explozie la 12 iunie ora  3:41 marchează începutul fazei eupției intense, câteva ore mai târziu au loc explozii puternice care durează 30 de minute, ele formează o coloană eruptivă înaltă de 19 km cu scurgeri de piroclaste. După 14 ore are o loc o erupție cu cenușă vulcanică care atinge o înălțime de 24 de km, provocând o serie de fulgere. A treia explozie mare are loc la 13 iunie ora  8:41 după o serie de cutremure mai mici care au presemnalat erupția cu 2 ore, aceasta fiind de asemenea o explozie foarte puternică coloana de erupție atinge în 5 minute din nou înălțimea de 24 de km, urmat la 3 ore de activitate seismică, erupțiile în următoarele 24 de ore intesificându-se și mai mult, durând până la date de 14 iunie ora  13:09 când o erupție masivă timp de 3 minute produce un nor eruptiv la 21 km înălțime, din nor cade pe sol cantități mari de material vulcanic (piroclaste) și cenușă, mai ales în partea de sud-vest a vulcanului, urmate de râuri de lavă (piroclaste).

## Erupția principală

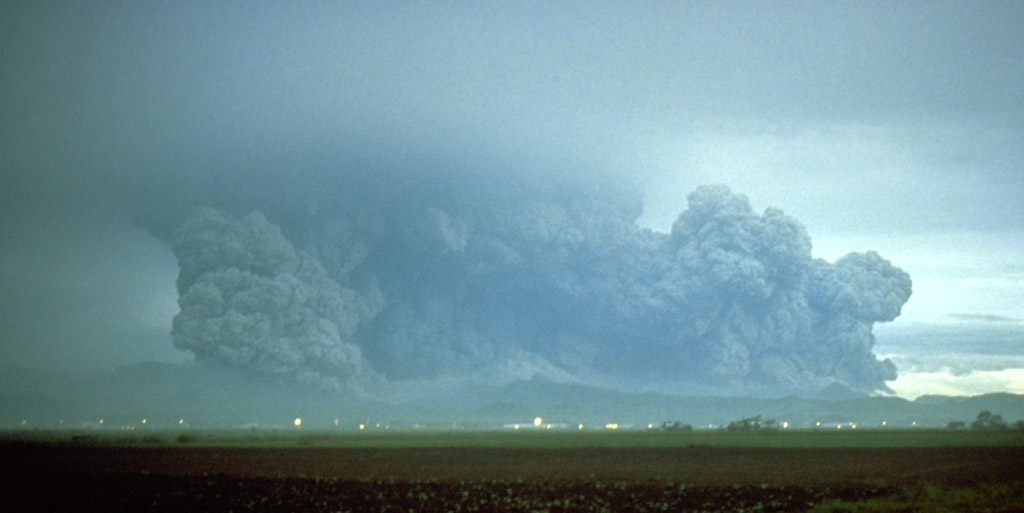
Pinatubo în dimineața zilei de 15. iunie 1991 văzut de la Clark Air Base. Datorită taifunului Yunya este coloana de erupție aproape orizontală

La data de 15 iunie începe seria erupțiilor celor mai puternice. Se produce un cutremur puternic la ora 13:42 care nu mai pot înregistrate de seismografele de la Clark Air Base, de asemenea se resimte o schimbare evidentă a presiunii atmosferice, în aceași zi bântuie la 75 km în nord taifunul Yunya care înlesnește obsevația directă a erupției. Astfel se poate măsura înălțimea de 34 km atinsă de cenușa vulcanică, iar scurgerile de piroclaste ating raza de 16 km din jurul vulcanului.

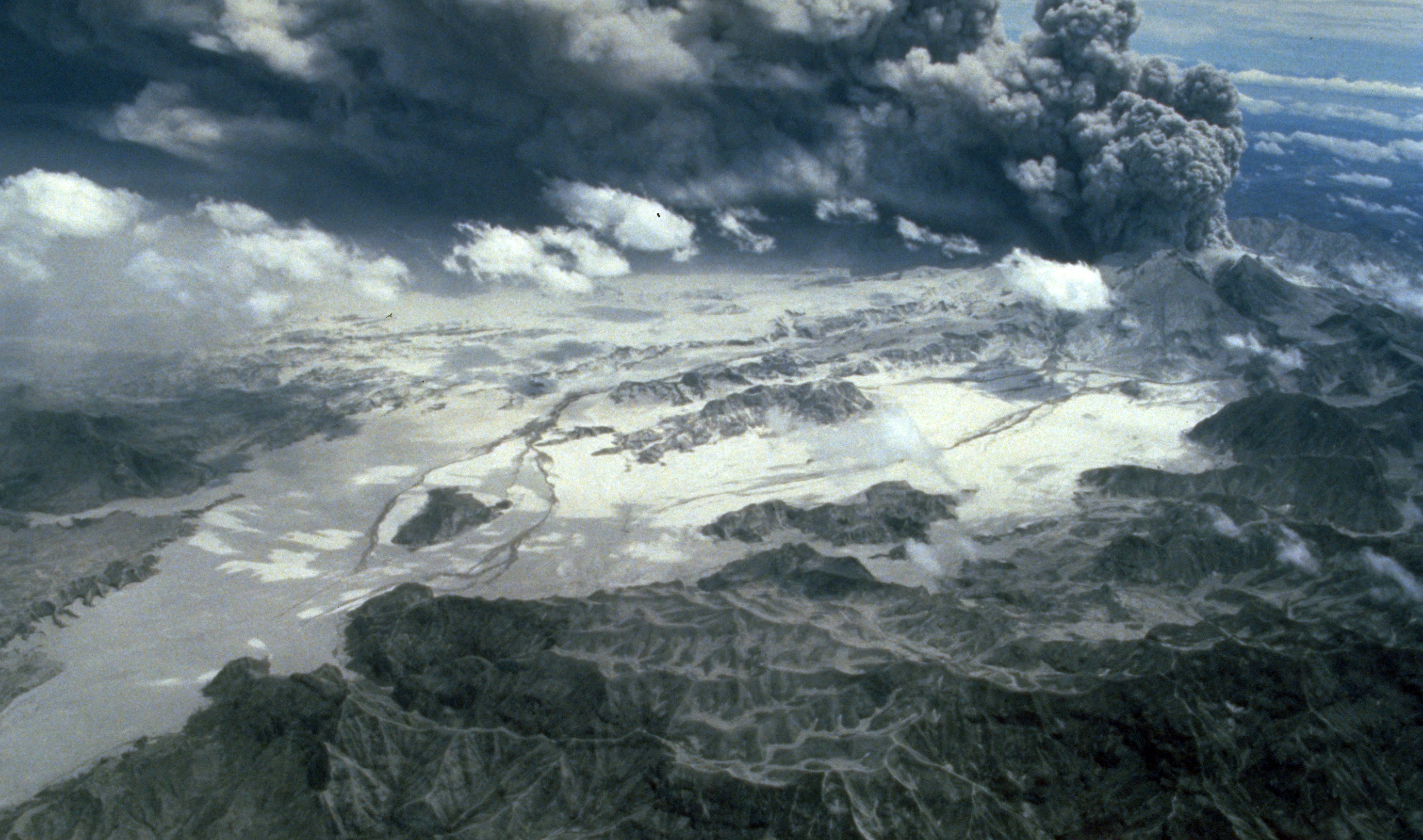
Pinatubo cu Valea Marella după explozia principală. Valea a fost prin erupția vulcanică blocată cu material vulcanic (piroclaste) care pe alocuri ating 200 de m înălțime.

Norul de cenușă acoperă o suprafață de 125.000 km producând un întuneric complet deasupra zonei centrale a insulei Luzon. Aproape pe toate insulele din jur se depun adevărați munți de cenușă de culoare albă asemănătoare zăpezii, care prin absorbirea ploilor devine o masă de mocirloasă instabilă, numită lahar. Tephra rezultată din erupția vulcanică ajunge Marea Chinei de Sud, cenușa ajungând până în Cambodgia, Vietnam și Malaezia. După 9 ore de la punctul culminant al erupției principale la ora  22:30 au început unele erupții noi după care e considerată terminarea acestei perioade.

## Urmări

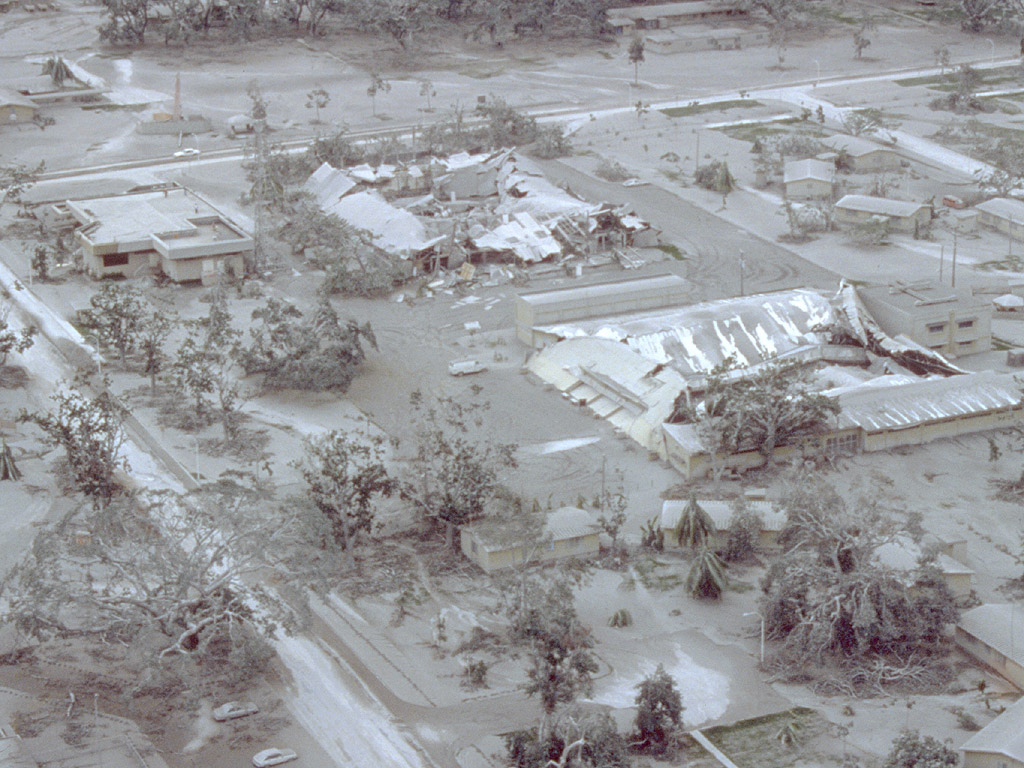
Clark Air Base.

In total prin erupția vulcanului a fost produs cam un volum de 10 km³ de material vulcanic, fiind cea mai masivă erupție de la erupția lui Novarupta (vulcan din Alaska) din anul 1912, erupția fiind de 10 ori mai mare ca cea a vulcanului Mount St. Helens (1980) din SUA.

Această explozie colosală a fost determinata de faptul că craterul inițial avea un diametru de numai 2,5 km, explozia reduce înălțimea craterului cu 259 m, care are în prezent o înălțime de 1486 de m.
Cel puțin 875 oameni și-au pierdut viața, moarte cauzată de surparea acoperișului caselor sub greutatea cenușei vulcanice, acest pericol crescând prin prezența taifunului.

Acțiunea de evacuare a populației a salvat probabil viața a zeci de mii de oameni, fiind considerat un succes al vulcanologilor.
După erupția vulcanului în perioada ploiasă, prin existența laharului mii de oameni trebuie să se mute în alte regiuni, sute de oameni din cauza condițiilor proaste sanitare mor în taberele de sinistrați.

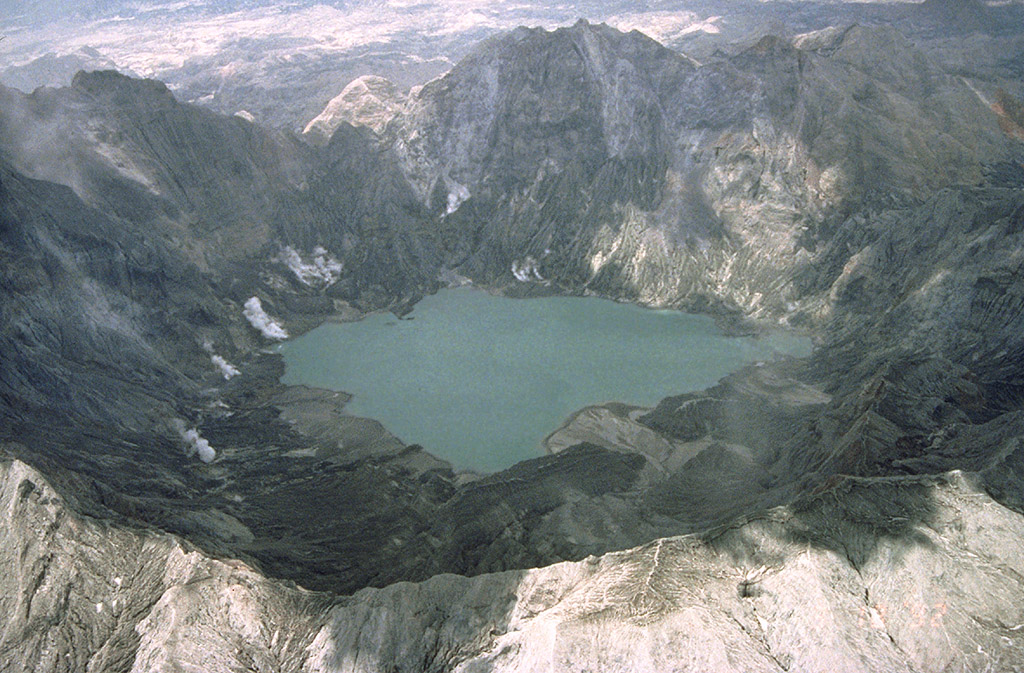
Craterul vulcanului după erupție

Agricultura a avut de asemenea de suferit de pe urma erupției, sute de kilometri pătrați au devenit infertile, nimicind posibilitatea refacerii terenurilor agricole, care atrage după sine ruinarea țăranilor izbucnind foametea în regiune.

Două baze militare ale SUA existente în regiune, Subic Bay Naval Base aflat la 75 km, iar Clark Air Base la 40 km depărtare de vulcan au suferit serios de pe urma erupției, fiind cedate guvernului filipinez.
Cu toate că a fost erupția cea mai masivă din perioada secolului XX, după părerea geologilor erupțiile anterioare a vulcanului au depășit ca intensitate erupția din 1991.